# ジュゼッペ・サンマルティーニ
ジュゼッペ・バルダッサーレ・サンマルティーニ（Giuseppe Baldassare Sammartini, 1695年1月6日 - 1750年11月）は、イタリアの作曲家、オーボエ奏者。
ミラノに生まれる。男4人・女4人の8人兄弟の次男だったが、弟のジョヴァンニ・バッティスタ・サンマルティーニがミラノで活躍したのに対し、ジュゼッペは1728年にロンドンに渡り、そこでオーボエの名手として有名になった。1736年に王太子フレデリック・ルイスに仕え、没するまでその夫人オーガスタ・オブ・サクス＝ゴータおよび子供たちの音楽教師をつとめた。
サンマルティーニの作品には、フルートとヴァイオリンのためのソナタ、2つのフルートと通奏低音のためのソナタ、12のヴァイオリン・ソナタ（王太子に献呈）、6つのヴァイオリン協奏曲、合奏協奏曲集、ハープシコード協奏曲集、ドイツ・フルート（フラウト・トラヴェルソ）独奏のための6つの小品、2つのドイツ・フルートと2つのヴァイオリンのための6つのソナタ、などがある。さらに、「Movement D'une Seranade」のような愛らしいチェロのための小品も数曲書いている。
1750年、ロンドンで死去。